# Рослик, Павел Адамович
Павел Адамович Рослик (15.5.1920 — 5.7.1965) — командир мотострелкового батальона 32-й Корсуньской мотострелковой бригады 18-го Знаменского танкового корпуса 53-й армии 2-го Украинского фронта, капитан. Герой Советского Союза.

## Биография
Родился в 1920 году в селе Селезовка ныне Овручского района Житомирской области в крестьянской семье. Украинец. Член ВКП(б) с 1942 года. Окончил 8 классов Александровской средней школы Шевченковского района Харьковской области. В 1938 году окончил курсы трактористов. Работал трактористом.
В 1939 году призван в ряды Красной Армии. В 1941 году окончил 1-е Ленинградское пехотное училище. В боях Великой Отечественной войны с июня 1941 года. Воевал на Северо-Западном, Юго-Западном, Степном и 2-м Украинском фронтах. Был шесть раз ранен.
Указом Президиума Верховного Совета СССР от 24 марта 1945 года за образцовую организацию обороны в предгорьях Карпат и разгром превосходящего в силах противника, удержание в оперативном отношении важного горного прохода и проявленные при этом мужество и героизм капитану Павлу Адамовичу Рослику присвоено звание Героя Советского Союза с вручением ордена Ленина и медали «Золотая Звезда».
После окончания Великой Отечественной войны продолжал службу в армии. С 1946 года майор П. А. Рослик — в запасе. Жил в Запорожье. Скончался 5 июля 1965 года. Похоронен в Запорожье на Капустяном кладбище.
Награждён орденом Ленина, орденами Красного Знамени, Отечественной войны 1-й степени, Красной Звезды, медалями.
Имя Героя носит школа в селе Селезовка.